# Cyclosa espumoso
Cyclosa espumoso là một loài nhện trong họ Araneidae.
Loài này thuộc chi Cyclosa. Cyclosa espumoso được Herbert Walter Levi miêu tả năm 1999.